# الکس پرندز
الکس پرندز (انگلیسی: Álex Prendes؛ زادهٔ ۱۲ آوریل ۱۹۹۷) بازیکن فوتبال اهل اسپانیا است.
از باشگاه‌هایی که در آن بازی کرده‌است می‌توان به باشگاه فوتبال رئال اویدو اشاره کرد.